# Estadio Engenheiro Alencar Araripe
El Estadio Engenheiro Alencar de Araripe es un estadio multiusos ubicado en el municipio de Cariacica, en la zona metropolitana de la ciudad de Vitória, Espírito Santo, Brasil. Posee una capacidad para 8.000 personas y es el campo del club Desportiva Ferroviária, que juega en la Serie D de Brasil.

## Historia
Fundado el 16 de enero de 1966, en el partido de inauguración del estadio, la Desportiva Ferroviária se enfrentó al America Football Club de Río de Janeiro, venciendo al equipo carioca por 3 a 0. La Desportiva Ferroviária salió al campo con Adjalma, Azul, Mateus, Roberto Almeida, Earl, Wilson, Fausto, Arinos, Maurélio, Silvinho y Bezerra. Durante el partido ingresaron Xavier, Umberto Monteiro, Somonassi, Edson Flecha Negra y Alcione. El primer gol de Araripe lo marcó Roberto Almeida (autogol).
El primer entrenamiento nocturno en el estadio tuvo lugar el 19 de febrero de 1967. El primer partido nocturno en el estadio tuvo lugar el 22 de febrero de 1967 entre Desportiva Ferroviária y el Fluminense, ganado por el equipo de Espírito Santo. Dennilson y Silvinho marcaron los goles de la victoria para la Desportiva.
El Engenheiro Araripe fue escenario de la única presentación oficial de la Selección de fútbol de Brasil en el estado de Espírito Santo, el 26 de junio de 1996, cuando la selección brasileña del entrenador Mário Zagallo derrotó a la selección polaca por 3 a 1. El brasileño Bebeto marcó dos goles; el polaco Dubicki, uno; y el brasileño Narciso dos Santos, otro. El árbitro fue el español José María Aranda Encimar. Éste fue el partido número 915 de la selección brasileña.
En 1999, la Desportiva Ferroviária se asoció con el Grupo Villa-Forte, formando un club-empresa, Desportiva Capixaba. De esta forma, el Grupo Villa-Forte pasó a gestionar el estadio. En 2011, el estadio volvió a ser gestionado por la Desportiva Ferroviária tras el fin de la empresa, y ahora Ferroviária acoge allí sus partidos y entrenamientos. En agosto de 2011, Desportiva Ferroviária logró posponer una subasta del estadio debido a deudas acumuladas por otras direcciones y fracasos en la colaboración con el Grupo Villa-Forte. La subasta se inició para saldar las deudas del club, las cuales fueron saldadas.
A finales de 2012 se llegó a un acuerdo entre Desportiva Ferroviária, la cooperativa médica Unimed y el Banco Sicoob para la revitalización del estadio, que pasó a llamarse Arena Unimed Sicoob. El acuerdo fue de 2,5 millones de reales brasileños durante 5 años, utilizados en la revitalización del estadio, donde se realizaron renovaciones estructurales en las tribunas, instalación de un sistema de riego electrónico, mejoras en la cancha según los estándares de la FIFA, instalación de un marcador electrónico, construcción de un campo anexo para entrenamiento y la construcción de una sala de conciertos en un terreno anexo al estadio. El contrato se rescindió a finales de 2016.

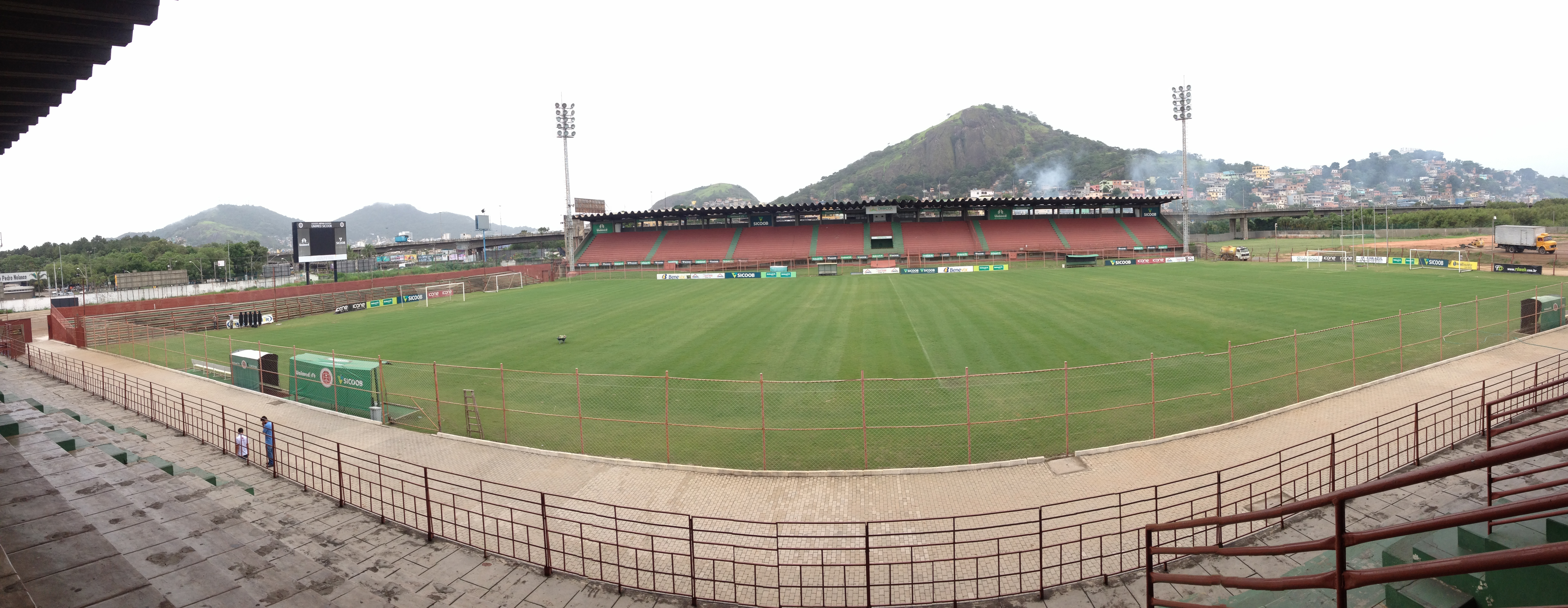
Panorámica del estadio.